# XBIZ Award
XBIZ Award – nagroda filmowa przyznawana corocznie twórcom pornografii przez amerykański serwis informacyjny XBIZ. Potocznie nazywana jest „pornograficznym Złotym Globem”.
Pierwsze rozdanie XBIZ Awards odbyło się w 2003. Nagroda przyznawana jest w ponad 150 kategoriach, a niektóre z nich mają odpowiednik w standardowych nagrodach filmowych (np. najlepszy reżyser). Pozostałe są kategoriami specyficznymi dla branży pornograficznej np. Live Cam Model of the Year (kategoria wprowadzona w odpowiedzi na rozwój przemysłu dla dorosłych w 2016).
W przeciwieństwie do AVN, nagrody XBIZ są nieznacznie bardziej skoncentrowane na biznesowych i technicznych aspektach przemysłu pornograficznego, wyróżniając np. m.in. najlepszy serwis typu VOD (VOD Company of the Year).
W październiku 2020 nagrodę tę po raz pierwszy w kategorii "Female Cam Model of the Year" wygrała Polka – Bunny Marthy.